# 29er (велосипед)

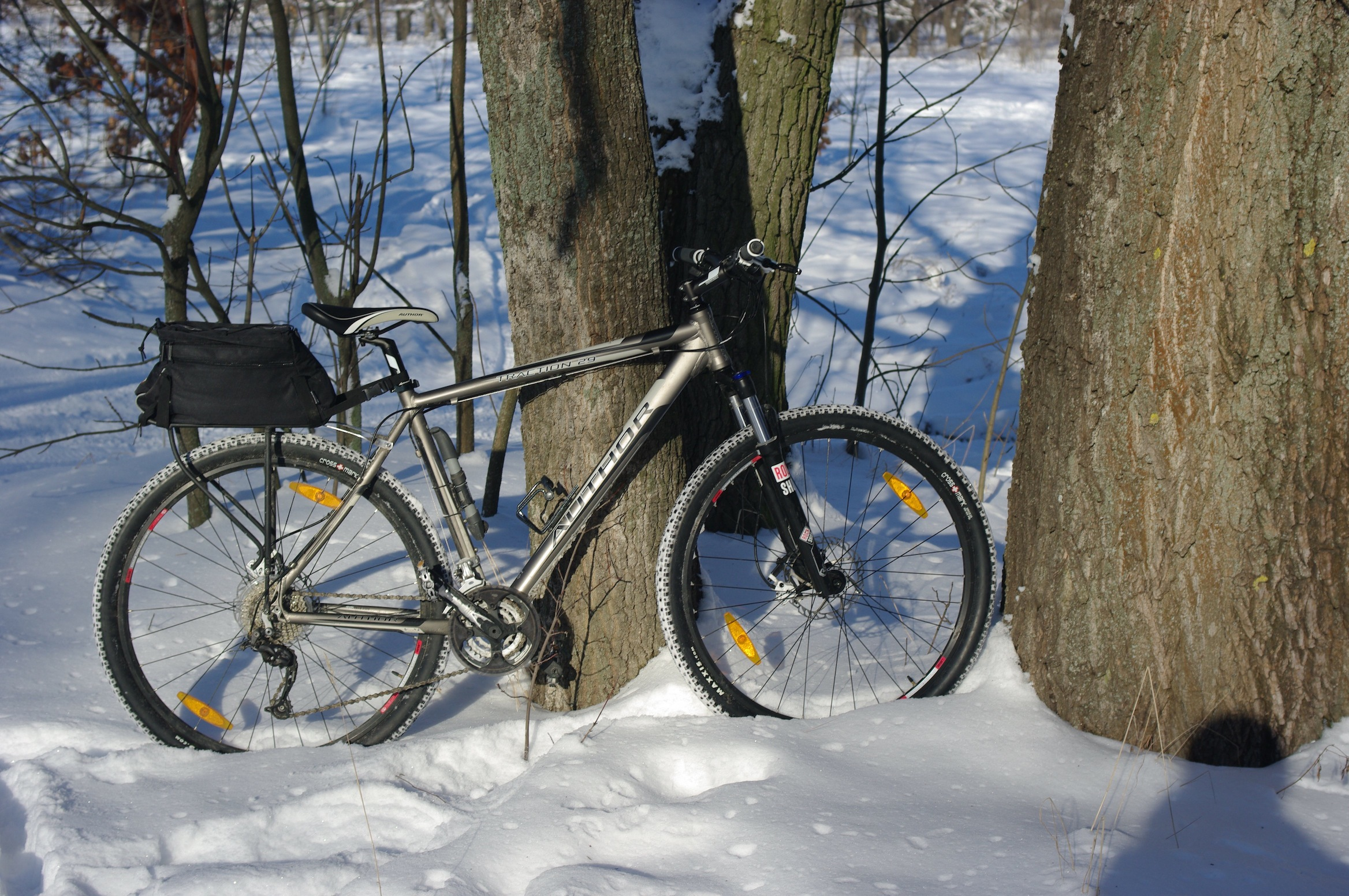
Author Traction 29 производства фирмы "Author"

29er или Twenty-niner/Two-niner («твентинайнер» или просто «найнер») — тип горного велосипеда, собранного на колёсах с ободами ISO 622 мм или 700с (внешний диаметр обода 622 мм). Большинство горных велосипедов ранее имели колёса стандарта ISO 559 мм, обычно называемые 26-дюймовыми. Колёса же стандарта ISO 622 мм (700с) обычно использовались на шоссейных, циклокроссовых, туринговых велосипедах и гибридах.
В некоторых странах, в частности в Европе, колёса ISO 622 mm часто называют 28-дюймовыми (28") из-за исторически сложившегося преобладания шоссейных и городских велосипедов с колёсами этого стандарта.
Провис каретки учитывает диаметр колеса и составляет, как правило, 50-70 мм. Геометрия рамы оптимизирована под амортизационную вилку с ходом от 80 мм и больше (Обычно 100-120 мм).
Основным преимуществом твентинайнера является большая геометрическая проходимость, основным же недостатком является больший момент инерции колёс. Остальные особенности второстепенны и, как правило, вытекают из основного плюса и минуса.
Считается, что твенти найнер больше подходит людям ростом выше среднего, так как они гармоничнее смотрятся на велосипеде с рамой больших размеров. Да и сами рамы имеют тенденцию быть несколько длиннее.

## Происхождение

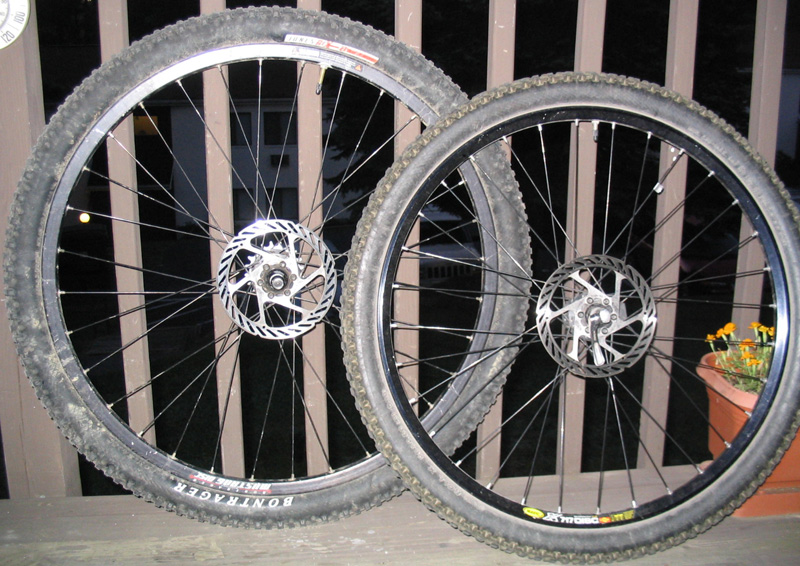
Колёса горного велосипеда диаметра 29 и 26 дюймов

29er или Twenty-niner/Two-niner (твентинайнер или тунайнер) без пояснений может внести путаницу. Обод твентинайнера составляет в диаметре 24,5 дюйма (622 мм), а средний внешний диаметр покрышки горного велосипеда на таких колёсах составит около 28,5 дюйма (724 мм), хотя существуют покрышки и со внешним диаметром 29,15 дюйма (740 мм). Обычный 26-дюймовый обод составляет в диаметре 22,0 дюйма (559 мм), а внешний диаметр по покрышке — 26,2 дюйма (665 мм).

## История
Первые эксперименты с использованием колес стандарта 622 мм и толстых покрышек начались ещё в конце прошлого века. Тем не менее, из-за несовершенства ободов (слишком мягкие или тяжёлые), дисковых тормозов и трансмиссии, а также общей инерции индустрии MTB, уже развивавшейся по стандарту 26", несколько лет это оставались мелкосерийные образцы. Примерно с 2001-2002 года стандарт 29" появился в линейке крупных компаний, таких, как Gary Fisher (подразделение концерна Trek Bycicles), WTB, Marzocchi. Постепенно всё больше брендов начинали выпускать такие велосипеды, и всё больше гонщиков (в первую очередь, Cross-Country) начинали их использовать, пока примерно к 2010 году размер колес 29" не стал де-факто, новым стандартом в кросс-кантри. Так же этому способствовало увеличение диапазона передач в трансмиссии (10 скоростей - с 2007 года, 11 скоростей - с 2010 года, 12 скоростей - с 2016) и возможность отказаться от нескольких ведущих звёзд с передним переключателем. В других дисциплинах колеса 29" используются в основном, людьми повыше, а с появлением в 2013 году компромиссного стандарта 27.5" (или 650с), наметилась даже тенденция некоторого сокращения аудитории 29".